# Lijst van kruisers bij de Amerikaanse marine
Deze lijst van kruisers bij de Amerikaanse marine bevat alle schepen die ooit onder de noemer "kruiser" vielen. Omdat er pas in een later stadium rompnummers werden toegewezen en er meerdere verwarrende omnummeringen hebben plaatsgevonden, kan het zijn dat sommige schepen vaker in de lijst voorkomen. 
Een * (asterisk) betekent dat het schip niet is afgebouwd.
De zware kruisers CA-149 en CA-151 t/m CA-153, en de lichte kruisers CL-154 t/m CL-159 werden geannuleerd voordat ze een naam hadden ontvangen. 
De ontbrekende nummers in de kruisraketkruiserserie, 43-46, werden niet gebruikt zodat de DDG-47 Ticonderoga en DDG-48 Yorktown geherdesigneerd konden worden zonder omnummering. Sommige bronnen beweren dat de DDG-993 Kidd-klasse, die in essentie gelijkbewapend waren als de Ticonderoga-klasse kruisers, zouden worden omgenummerd tot CG-43 tot -46. Op dezelfde manier werden CG-13,-14 en -15 overgeslagen, zodat de Leahy-klasse kon worden geherdesigneerd zonder hernummering. 
CG-1 t/m CG-8 en CG-10 t/m CG-12 waren omgebouwde kruisers uit de Tweede Wereldoorlog. CAG-1 USS Boston en CAG-2 USS Canberra behielden het meeste van hun WO 2 bewapening en kregen later weer hun aanduidingen voor kanonkruiser, CA-69 en CA-70. Voor 30 juni 1975 hadden CG-16 USS Leahy t/m CGN-38 USS Virginia de aanduiding DLG of DLGN (kruisraket fregat (N= kernaangedreven)). De werden aangeduid als kruisers tijdens de herstructurering van de vloot in 1975. CGN-39 USS Texas en CGN-40 USS Mississippi waren neergelegd als DLGN's, maar nieuw aangeduid met CGN voor hun indienststelling. CG-47 Ticonderoga en CG-48 Yorktown waren besteld als kruisraket destroyers (DDG), maar kregen de aanduiding CG (kruisraketkruiser) voor de bouw. CGN-9 Long Beach, CGN-41 Arkansas en CG-49 t/m CG-74 werden besteld, neergelegd, en afgeleverd als kruisraketkruisers. Long Beach was de enige kruiser sinds de Tweede Wereldoorlog welke als echte kruiser ontworpen was en was voor meer dan tien jaar de enige nieuw gebouwde kruisraketkruiser in de vloot. 

## Kruisers voor nummering

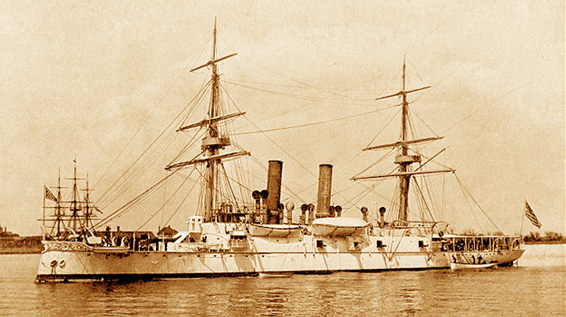
USS Atlanta

- Atlanta (1884)
- Boston (1884)
- Chicago (1885)
- Harvard (1888)
- Vesuvius (1888)
- Badger (1889)
- Panther (1889)
- Yale (1889)
- Prairie (1890)
- Buffalo (1892)
- Yankee (1892)
- Yosemite (1892)
- Dixie (1893)
- St. Louis (1894)
- St. Paul (1895)
- New Orleans (1896)
- Albany (1899)
- Frankfurt (1915)

## Gepantserde kruisers

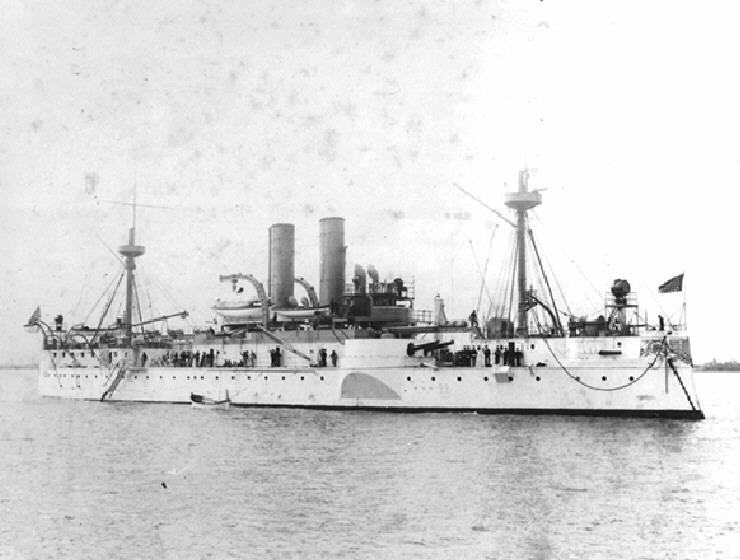
USS Maine (ACR-1)

- (ACR-1) Maine later geklasseerd als een tweede klasse slagschip
- (ACR-2) New York
- (ACR-3) Brooklyn
- (ACR-4) Pennsylvania
- (ACR-5) West Virginia
- (ACR-6) California
- (ACR-7) Colorado
- (ACR-8) Maryland
- (ACR-9) South Dakota
- (ACR-10) Tennessee
- (ACR-11) Washington
- (ACR-12) North Carolina
- (ACR-13) Montana

## Geplande slagkruisers
- (CC-1) Lexington
- (CC-2) Constellation
- (CC-3) Saratoga
- (CC-4) Ranger
- (CC-5) Constitution
- (CC-6) United States

## Pantserkruisers

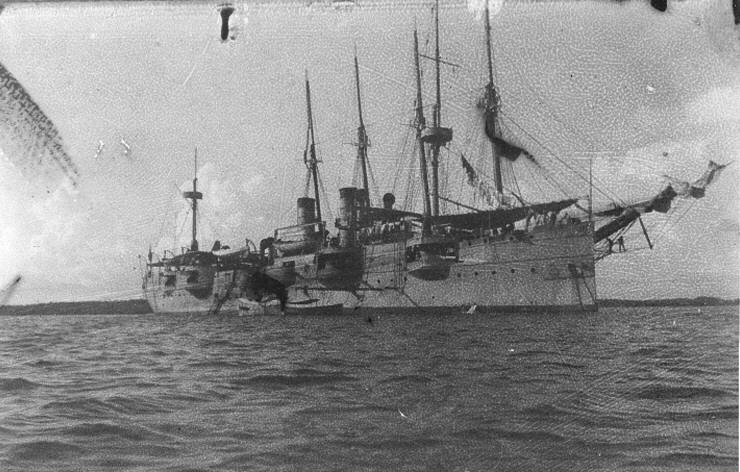
USS Newark (C-1)

- (C-1) Newark
- (C-2) Charleston
- (C-3) Baltimore
- (C-4) Philadelphia
- (C-5) San Francisco
- (C-6) Olympia
- (C-7) Cincinnati
- (C-8) Raleigh
- (C-9) Montgomery
- (C-10) Detroit
- (C-11) Marblehead
- (C-12) Columbia
- (C-13) Minneapolis
- (C-14) Denver
- (C-15) Des Moines
- (C-16) Chattanooga
- (C-17) Galveston
- (C-18) Tacoma
- (C-19) Cleveland
- (C-20) St. Louis
- (C-21) Milwaukee
- (C-22) Charleston

## Slagkruisers

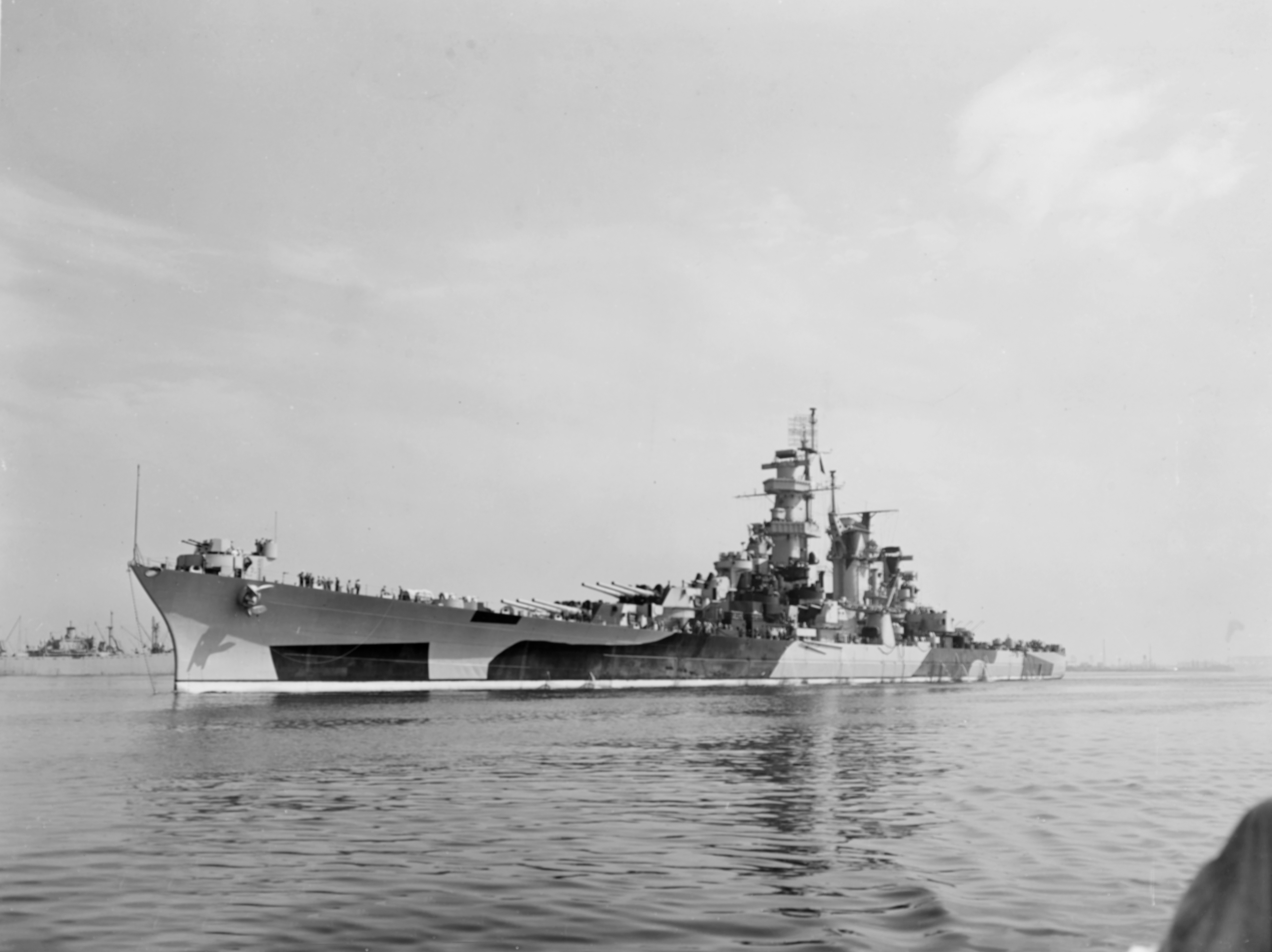
USS Alaska

- (CB-1) Alaska
- (CB-2) Guam
- (CB-3/CBC-1) Hawaii *
- (CB-4) Philippines *
- (CB-5) Puerto Rico *
- (CB-6) Samoa *

## Zware en Lichte kruisers
- (CA-2) Rochester
- (CA-3) Brooklyn
- (CA-4) Pittsburgh
- (CA-5) Huntington
- (CA-6) San Diego
- (CA-7) Pueblo
- (CA-8) Frederick
- (CA-9) Huron
- (CA-10) Memphis
- (CA-11) Seattle
- (CA-12) Charlotte
- (CA-13) Missoula
- (CA-14) Chicago
- (CA-15) Olympia
- (CA-16) Columbia
- (CA-17) Minneapolis
- (CA-18) St. Louis
- (CA-19) Charleston
- (CL-1) Chester
- (CL-2) Birmingham
- (CL-3) Salem

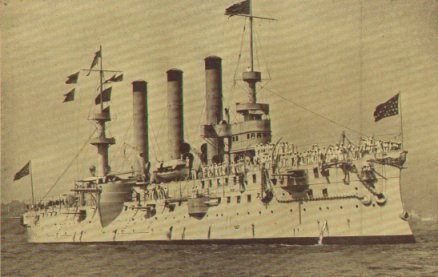
USS Brooklyn

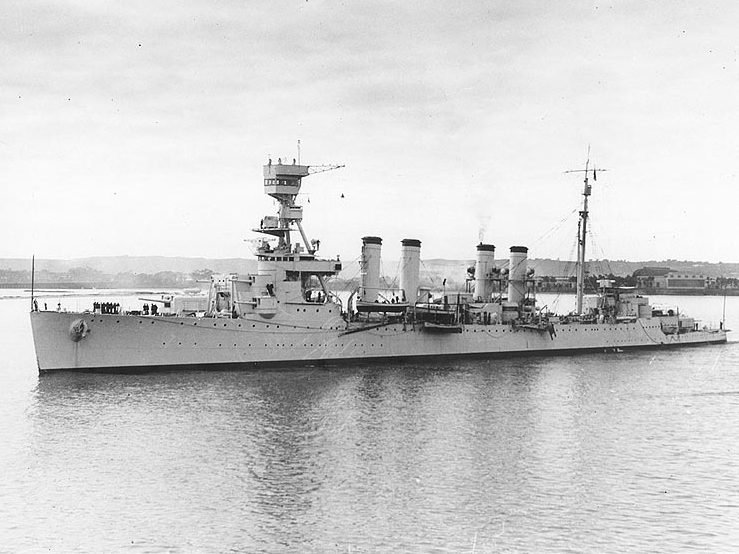
USS Detroit (CL-8) van de Omahaklasse

- (CL-4) Omaha (naamgever Omahaklasse, bestond uit CL-4 tot en met CL-13)

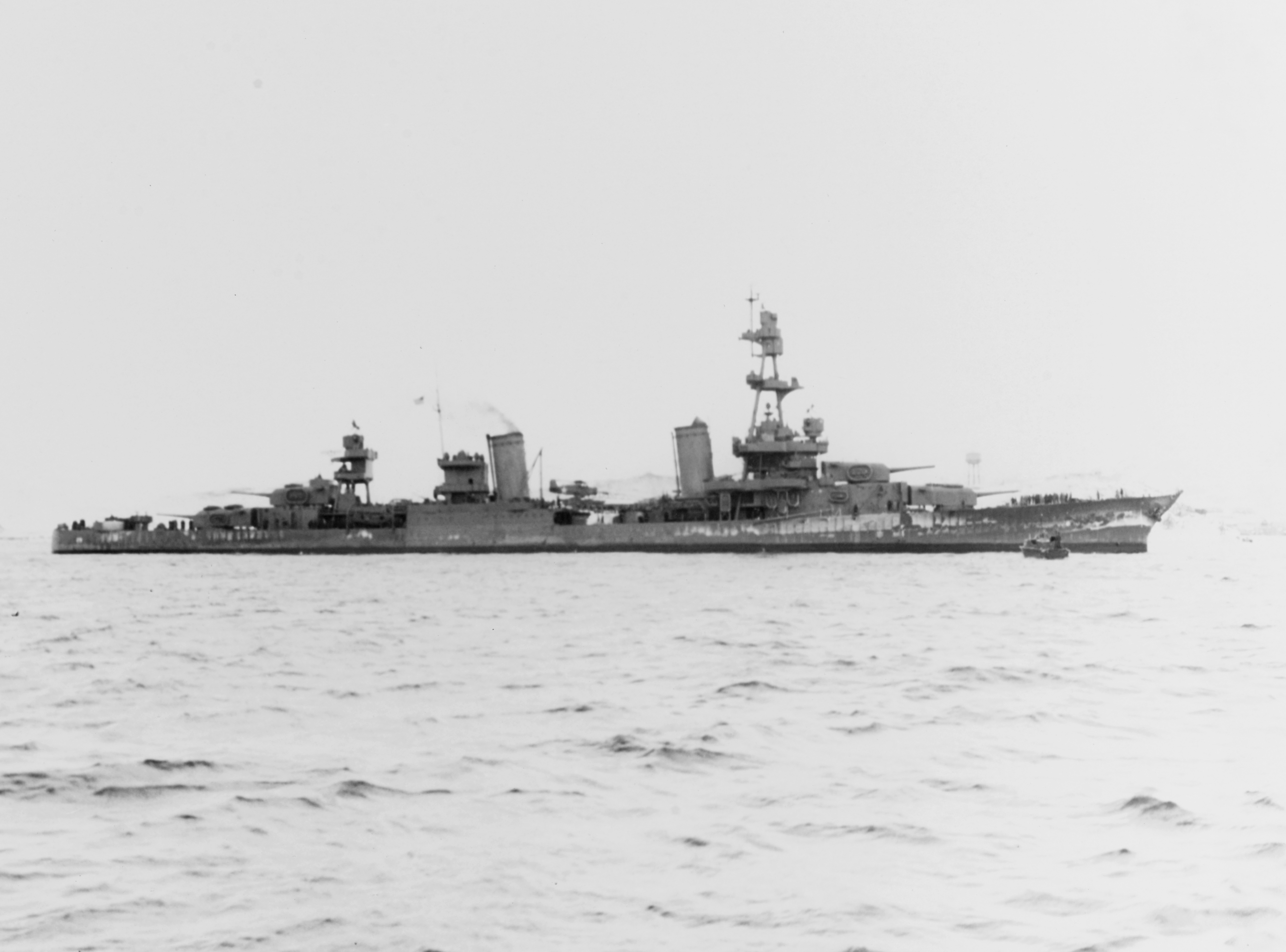
USS Salt Lake City

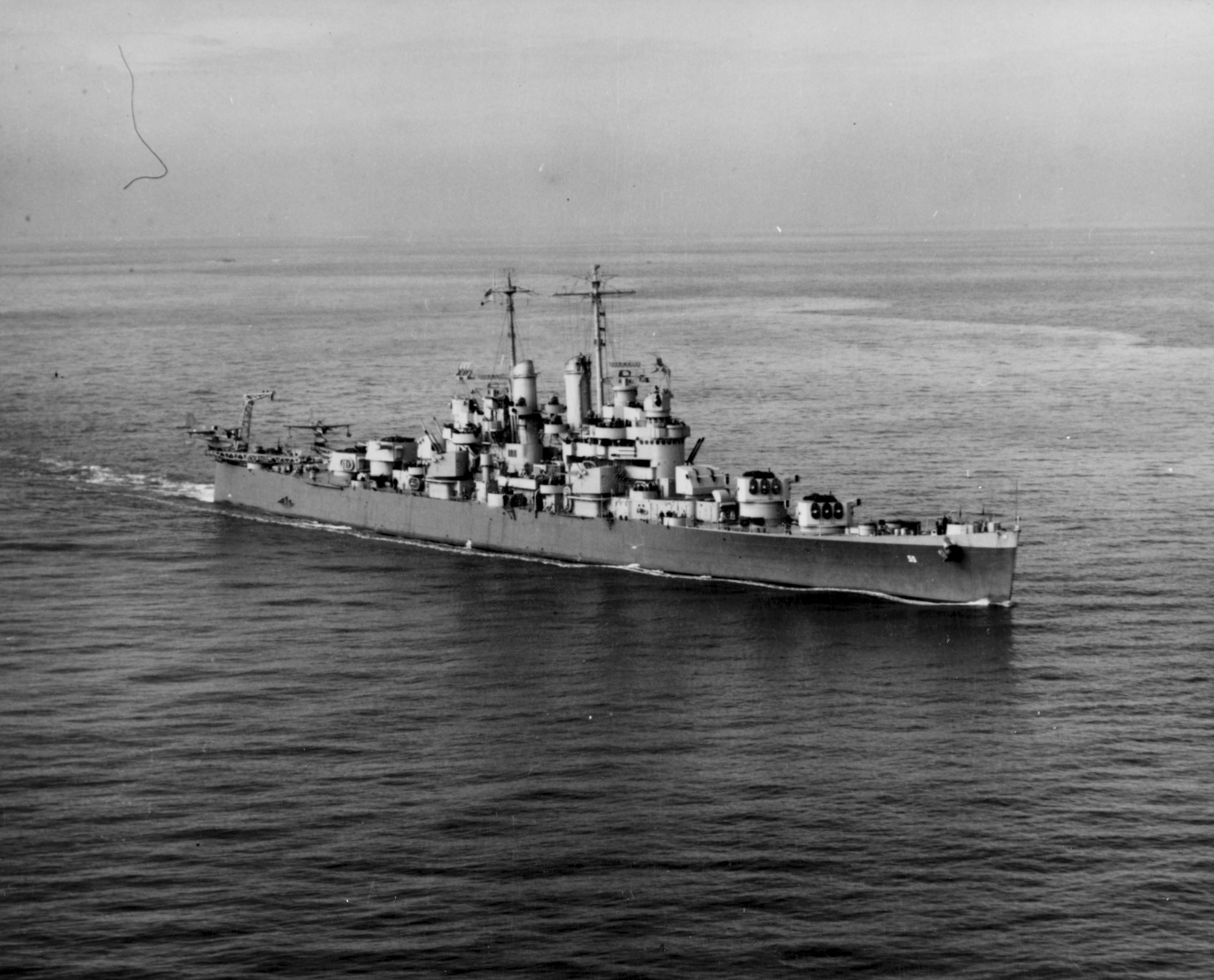
USS Cleveland (CL-55)

- (CL-5) Milwaukee
- (CL-6) Cincinnati
- (CL-7) Raleigh
- (CL-8) Detroit
- (CL-9) Richmond
- (CL-10) Concord
- (CL-11) Trenton
- (CL-12) Marblehead
- (CL-13) Memphis
- (CL-14) Chicago
- (CL-15) Olympia
- (CL-16) Denver
- (CL-17) Des Moines
- (CL-18) Chattanooga
- (CL-19) Galveston
- (CL-20) Tacoma
- (CL-21) Cleveland
- (CL-22) New Orleans
- (CL-23) Albany
- (CL/CA-24) Pensacola

- (CL/CA-25) Salt Lake City
- (CL/CA-26) Northampton
- (CL/CA-27) Chester
- (CL/CA-28) Louisville
- (CL/CA-29) Chicago
- (CL/CA-30) Houston
- (CL/CA-31) Augusta
- (CL/CA-32) New Orleans
- (CL/CA-33) Portland
- (CL/CA-34) Astoria
- (CL/CA-35) Indianapolis
- (CL/CA-36) Minneapolis
- (CA-37) Tuscaloosa
- (CA-38) San Francisco
- (CA-39) Quincy
- (CL-40) Brooklyn
- (CL-41) Philadelphia
- (CL-42) Savannah
- (CL-43) Nashville
- (CA-44) Vincennes
- (CA-45) Wichita
- (CL-46) Phoenix
- (CL-47) Boise
- (CL-48) Honolulu
- (CL-49) St. Louis
- (CL-50) Helena
- (CLAA-51) Atlanta
- (CLAA-52) Juneau
- (CL/CLAA-53) San Diego
- (CL/CLAA-54) San Juan

- (CL-55) Cleveland
- (CL-56) Columbia
- (CL-57) Montpelier
- (CL-58) Denver
- (CL-59) Amsterdam
- (CL-60) Santa Fe
- (CL-61) Tallahassee
- (CL-62) Birmingham
- (CL-63) Mobile
- (CL-64) Vincennes
- (CL-65) Pasadena
- (CL-66) Springfield
- (CL-67) Topeka
- (CA-68) Baltimore
- (CA-69) Boston
- (CA-70) Canberra
- (CA-71) Quincy
- (CA-72) Pittsburgh
- (CA-73) St. Paul
- (CA-74) Columbus
- (CA-75) Helena
- (CL-76) New Haven
- (CL-77) Huntington
- (CL-78) Dayton
- (CL-79) Wilmington
- (CL-80) Biloxi
- (CL-81) Houston
- (CL-82) Providence
- (CL-83) Manchester
- (CL-84) Buffalo geannuleerd 1940
- (CL-85) Fargo
- (CL-86) Vicksburg
- (CL-87) Duluth
- (CL-88) Newark geannuleerd 1940
- (CL-89) Miami
- (CL-90) Astoria

- (CL-91) Oklahoma City
- (CL-92) Little Rock
- (CL-93) Galveston
- (CL-94) Youngstown *
- (CL/CLAA-95) Oakland
- (CL/CLAA-96) Reno
- (CL/CLAA-97) Flint
- (CL/CLAA-98) Tucson
- (CL-99) Buffalo
- (CL-100) Newark
- (CL-101) Amsterdam
- (CL-102) Portsmouth
- (CL-103) Wilkes-Barre
- (CL-104) Atlanta
- (CL-105) Dayton
- (CL-106) Fargo
- (CL-107) Huntington
- (CL-108) Newark *
- (CL-109) New Haven *
- (CL-110) Buffalo *
- (CL-111) Wilmington *
- (CL-112) Vallejo *
- (CL-113) Helena *
- (CL-114) Roanoke *
- CL-115 geannuleerd
- (CL-116) Tallahassee *
- (CL-117) Cheyenne *
- (CL-118) Chattanooga *
- (CL/CLAA-119) Juneau
- (CL/CLAA-120) Spokane
- (CL/CLAA-121) Fresno
- (CA-122) Oregon City
- (CA-123) Albany
- (CA-124) Rochester
- (CA-125) Northampton *
- (CA-126) Cambridge *
- (CA-127) Bridgeport *
- (CA-128) Kansas City *
- (CA-129) Tulsa *
- (CA-130) Bremerton
- (CA-131) Fall River
- (CA-132) Macon
- (CA-133) Toledo
- (CA-134) Des Moines
- (CA-135) Los Angeles
- (CA-136) Chicago
- (CA-137) Norfolk *
- (CA-138) Scranton *
- (CA-139) Salem
- (CA-140) Dallas *
- CA-141 geannuleerd
- CA-142 geannuleerd
- CA-143 geannuleerd
- (CL-144) Worcester
- (CL-145) Roanoke
- (CL-146) Vallejo *
- (CL-147) Gary *
- (CA-148) Newport News
- (CA-150) Dallas *

## Commando Kruisers
- (CLC/CC-1) Northampton

## Kruisraketkruisers
- (CAG-1) Boston

- (CAG-2) Canberra
- (CLG-3) Galveston
- (CLG/CG-4) Little Rock
- (CLG/CG-5) Oklahoma City
- (CLG/CG-6) Providence
- (CLG/CG-7) Springfield
- (CLG-8) Topeka

- (CGN-9) Long Beach
- (CG-10) Albany
- (CG-11) Chicago
- (CG-12) Columbus

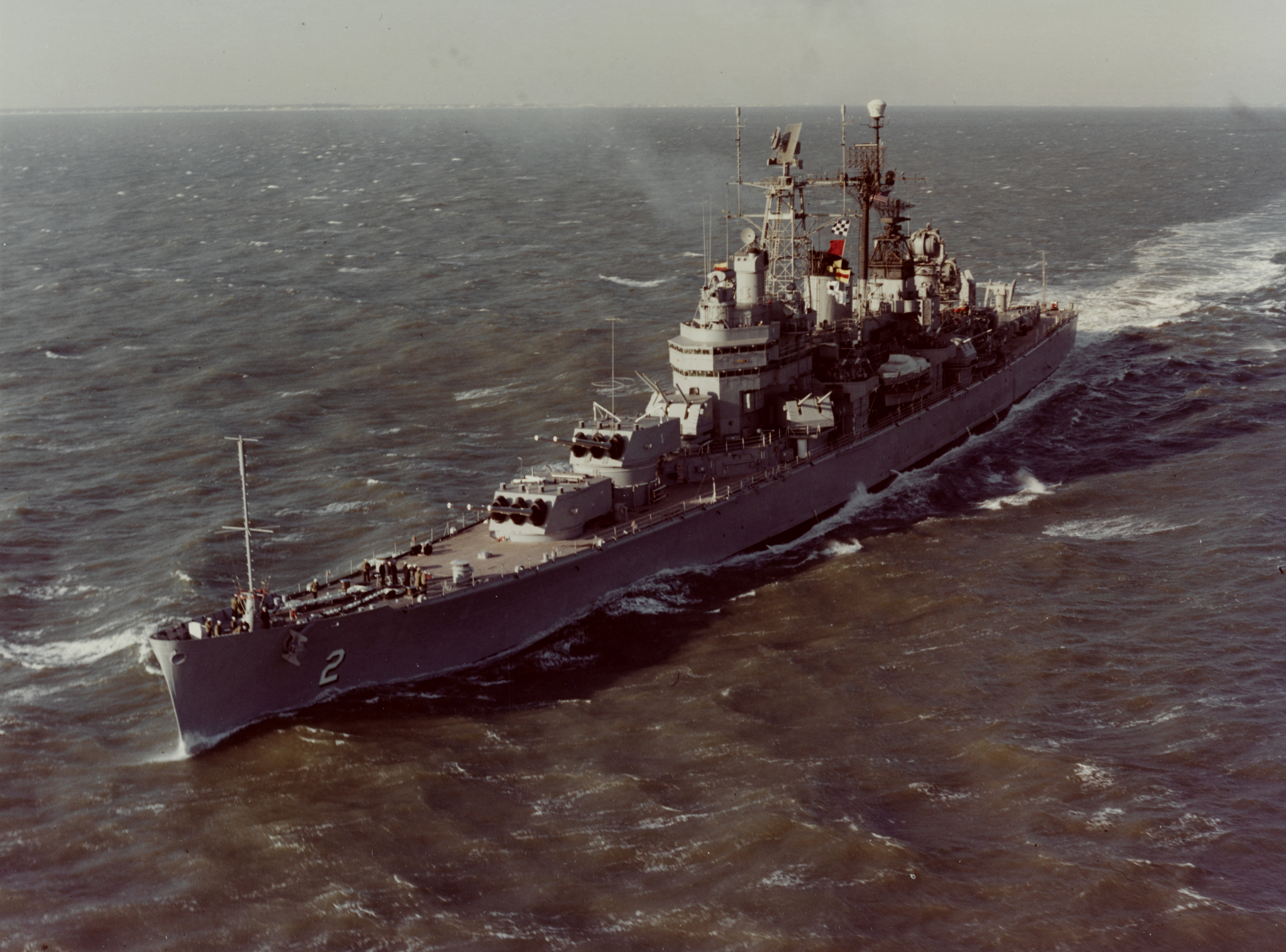
USS Canberra (CAG-2)

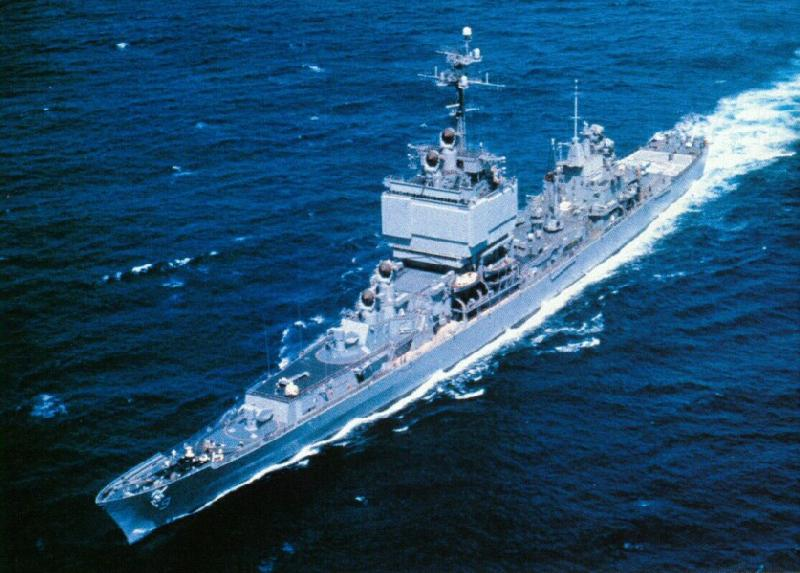
USS Long Beach (CGN-9)

- CG-13 Oregon City ombouw geannuleerd
- CG-14 Fall River ombouw geannuleerd
- CG-15 overgeslagen voor herclassificering Leahy-klasse zonder hernummering

- (CG-16) Leahy
- (CG-17) Harry E. Yarnell
- (CG-18) Worden
- (CG-19) Dale
- (CG-20) Richmond K. Turner
- (CG-21) Gridley
- (CG-22) England
- (CG-23) Halsey
- (CG-24) Reeves
- (CGN-25) Bainbridge
- (CG-26) Belknap
- (CG-27) Josephus Daniels
- (CG-29) Jouett
- (CG-30) Horne

- (CG-31) Sterett
- (CG-32) William H. Standley
- (CG-33) Fox

- (CG-34) Biddle
- (CGN-35) Truxtun
- (CGN-36) California
- (CGN-37) South Carolina
- (CGN-38) Virginia
- (CGN-39) Texas
- (CGN-40) Mississippi
- (CGN-41) Arkansas
- CGN-42 ongenaamd geannuleerd

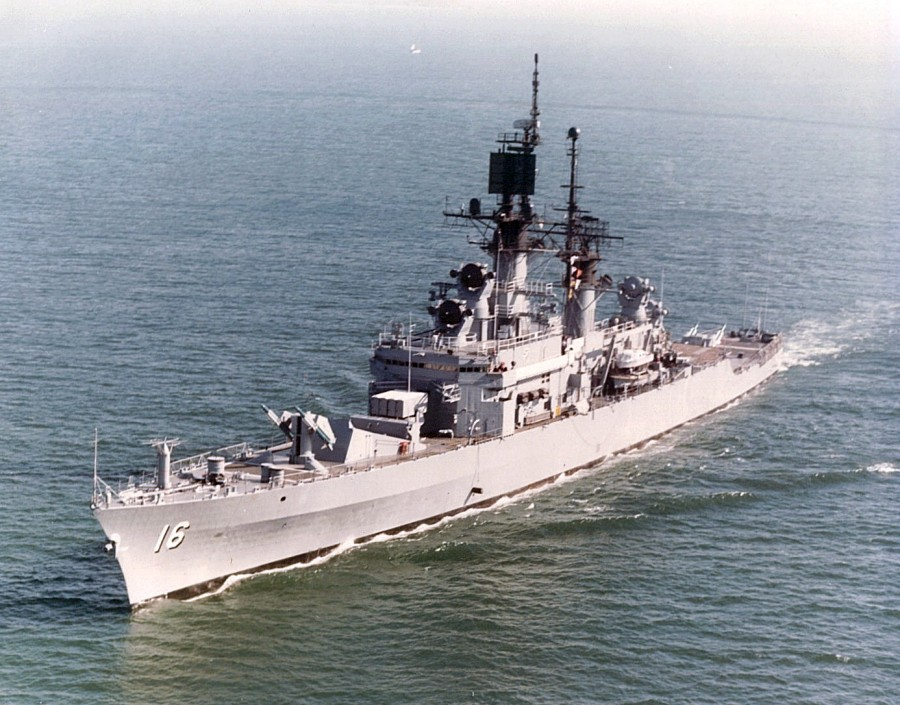
USS Leahy (CG-16)

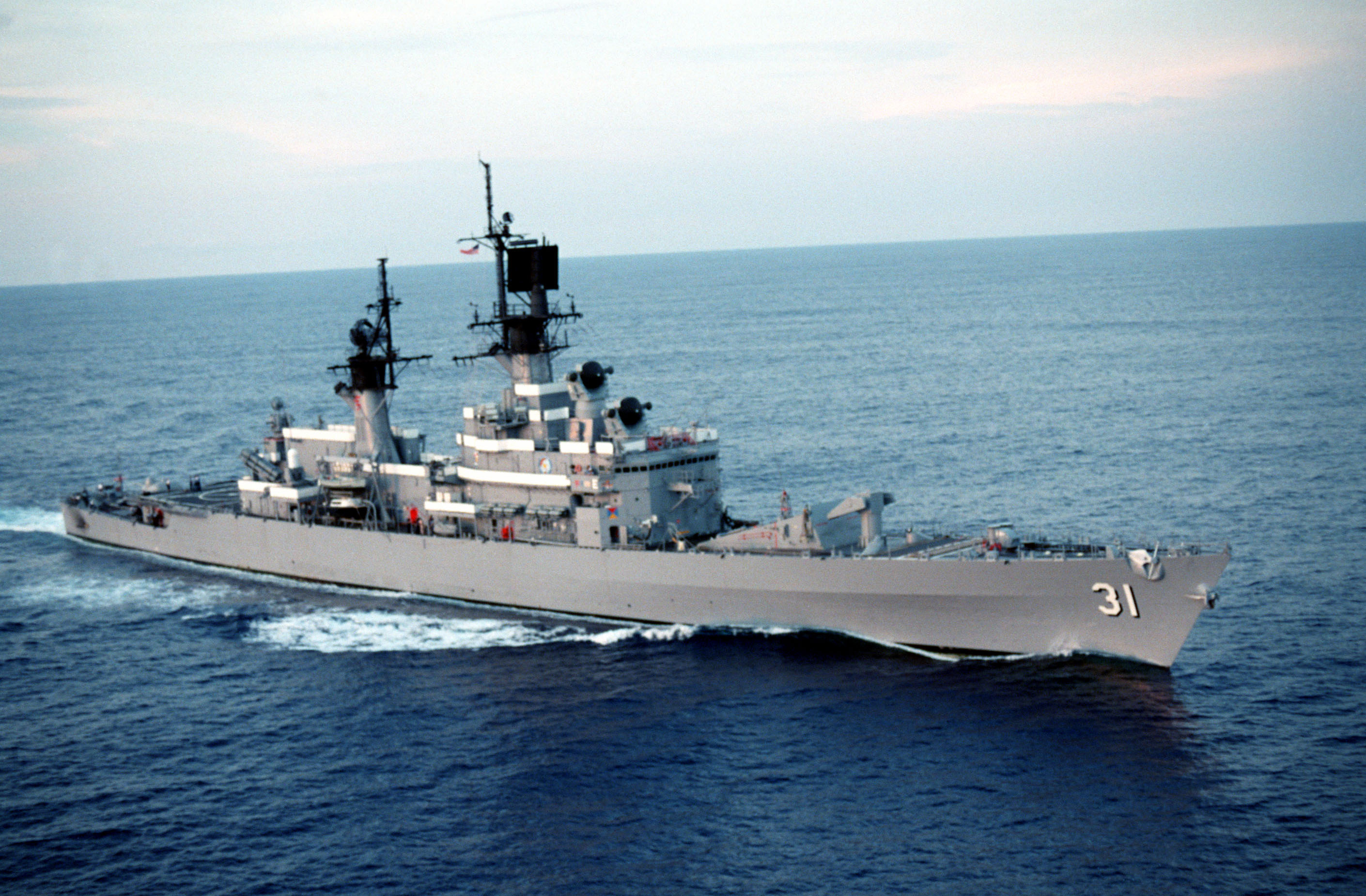
USS Sterett(CG-31)

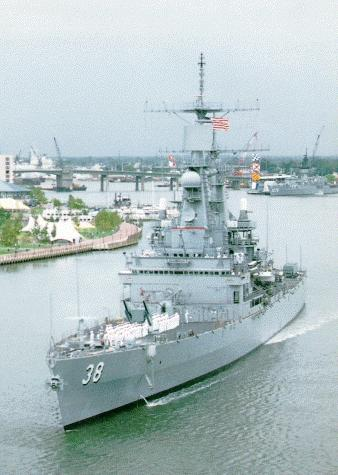
USS Virginia

- CG-43 t/m CG-46 overgeslagen voor de herclassificering van DDG-47 Ticonderoga zonder hernummering

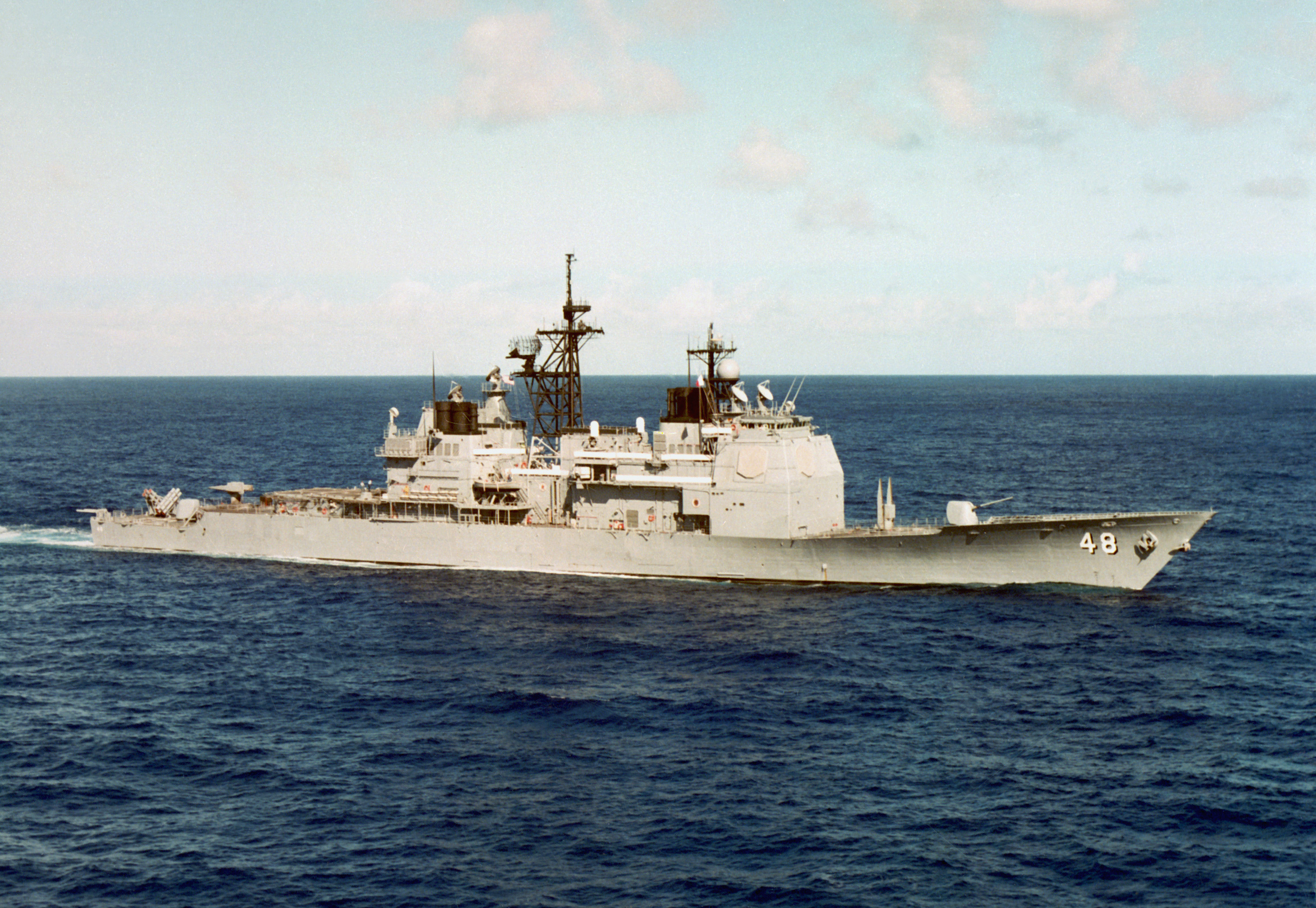
USS Yorktown (CG-48)

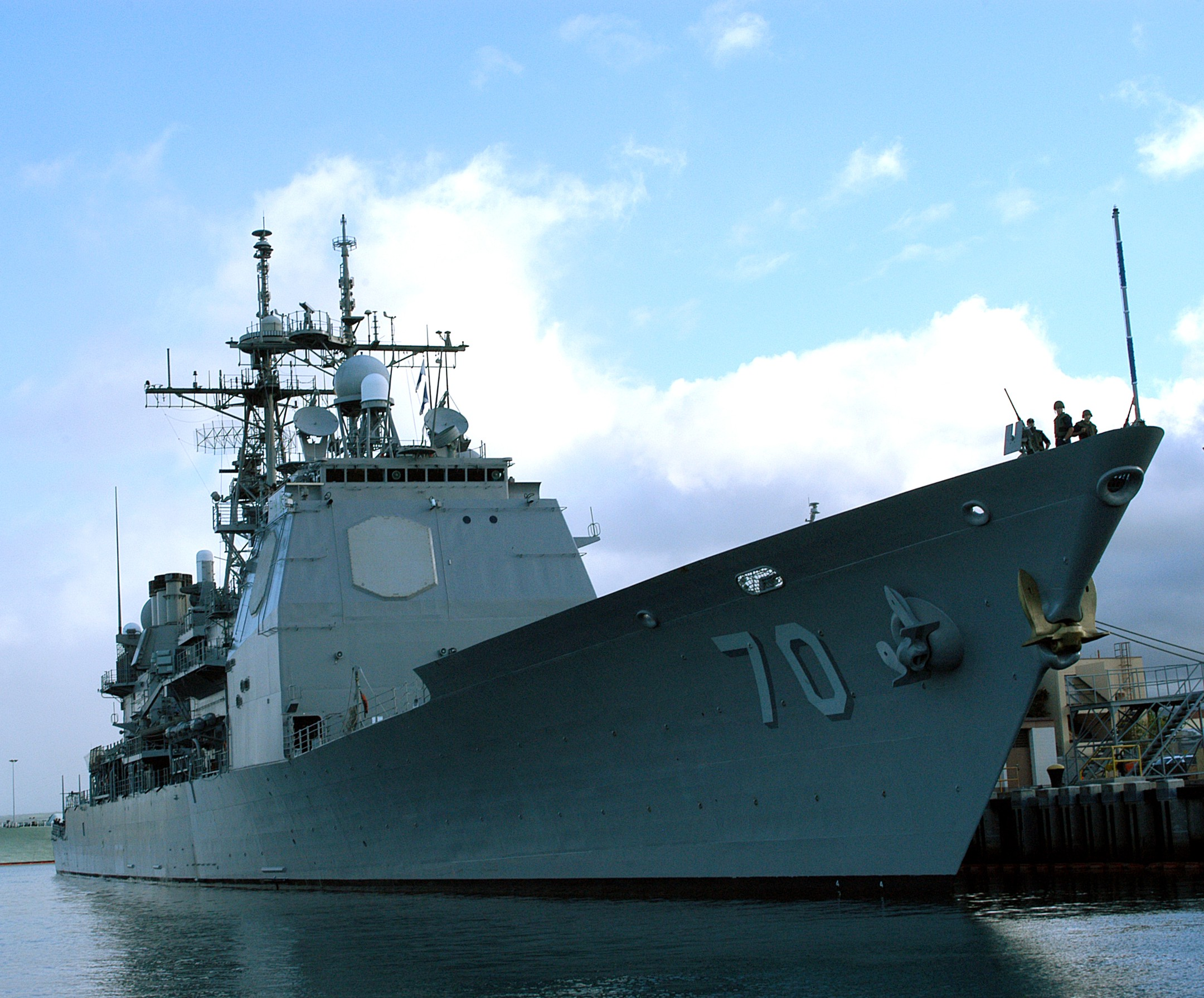
USS Lake Erie

- (CG-47) Ticonderoga

- (CG-48) Yorktown
- (CG-49) Vincennes
- (CG-50) Valley Forge
- (CG-51) Thomas S. Gates
- (CG-52) Bunker Hill
- (CG-53) Mobile Bay
- (CG-54) Antietam
- (CG-55) Leyte Gulf
- (CG-56) San Jacinto
- (CG-57) Lake Champlain
- (CG-58) Philippine Sea
- (CG-59) Princeton
- (CG-60) Normandy
- (CG-61) Monterey
- (CG-62) Chancellorsville
- (CG-63) Cowpens
- (CG-64) Gettysburg
- (CG-65) Chosin

- (CG-66) Hue City
- (CG-67) Shiloh
- (CG-68) Anzio
- (CG-69) Vicksburg
- (CG-70) Lake Erie
- (CG-71) Cape St. George
- (CG-72) Vella Gulf
- (CG-73) Port Royal